# Memòries d'una escriptora
Memòries d'una escriptora (títol original en danès, Drømmeren) és una sèrie de televisió de drama danesa escriptura per Dunja Gry Jensen i Per Daumiller i dirigida per Jeanette Nordahl. És protagonitzada per Connie Nielsen en el paper de l'escriptora Karen Blixen. El repartiment també inclou Joachim Fjelstrup, Lars Mikkelsen, Lochlann El'Mearáin i Josephine Grau. S'ha doblat i subtitulat al català.

## Sinopsi
Després de disset anys a Kenya, la Karen Blixen retorna a Dinamarca divorciada i sense diners. La sèrie conta la història de com es converteix en una escriptora mundialment famosa.

## Repartiment
- Connie Nielsen com a Karen Blixen
  - Katinka Evers-Jahnsen com la Karen de jove
- Joachim Fjelstrup com a Tommy
- Lars Mikkelsen com a Knud
- Lochlann O'Mearáin com a Denys
- Josephine Grau com a Jonna
- Johannes Kuhnke com a Bror Blixen
- Missoum Slimani com a Said
- Didier Colfs com a Mira Jama
- Joakim Munck af Rosenschöld com a Alfred
- Hanne Uldal com a Ingeborg
- Lene Maria Christensen com a Elle
- Solbjørg Højfeldt com a Bess
- Clara Ellegaard com a Gerda
- Anne Fletting com a Madame Rasmussen
- Vilje Gabrielle Katring-Rasmussen com a Anne